# A2高速公路 (斯洛文尼亞)
A2高速公路，是斯洛文尼亞一條高速公路。
西北起連接奧地利的卡拉萬克斯隧道（A11高速公路），斜貫全境，經過克拉尼、首都盧布爾雅那、新梅斯托等主要城市，東南至接壤克羅地亞邊境的布雷日采鎮，經A3高速公路接通薩格勒布。全長174公里。
公路1985首段通車，2011年全線通車。是E61和E70公路的一部份。